# Yannik Wolf
Yannik Wolf (12 de mayo de 2000) es un deportista alemán que compite en atletismo, especialista en las carreras de velocidad. En los Juegos Europeos de Cracovia 2023 consiguió una medalla de oro en la prueba de 4 × 100 m.

## Palmarés internacional
| Juegos Europeos | Juegos Europeos   | Juegos Europeos | Juegos Europeos |
| Año             | Lugar             | Medalla         | Prueba          |
| --------------- | ----------------- | --------------- | --------------- |
| 2023            | Chorzów (Polonia) | Medalla de oro  | 4 × 100 m       |